# 维塔利·利哈乔夫
维塔利·维克托罗维奇·利哈乔夫（羅馬化：Vitaliy Viktorovich Likhachyov；1964年2月22日—）是俄罗斯政治人物，第八届国家杜马议员。他曾于2018年至2021年担任伏尔加格勒市长，并曾任伏尔加格勒州杜马第三届和第四届会议成员，并于2005年至2009年担任主席。
利哈乔夫于2022年因俄乌战争而受到美国财政部制裁。